# 필립 볼든
필립 볼든(Philip Daniel Bolden, 1995년 3월 19일 ~ )은 미국의 배우, 영화배우, 텔레비전 배우, 래퍼, 성우, 음악 프로듀서, 영화 프로듀서, 각본가이다.
뉴올리언스에서 태어났다.

## 영화
- 플라이 미 투 더 문 (2008년) - 아이큐 목소리 역
- 아직 멀었어요? 2 (2007년) - 케빈 퍼슨스 역
- 구운 벌레 먹는 법 (2006년) - 브래들리 역
- 아직 멀었어요? (2005년) - 케빈 킹스톤 역
- 우먼 다우 아트 루지드 (2004년)
- 존슨 가족의 휴가 (2004년) - 맥 주니어 역
- 마이 와이프 앤 키즈 (2001년)
- 애니멀 (2001년)
- 리틀 니키 (2000년)
- 킹 오브 퀸즈 (1998년)